# William Morris (attore)
William Morris (Boston, 1º gennaio 1861 – Los Angeles, 11 gennaio 1936) è stato un attore statunitense.

## Biografia
Attore teatrale, nel 1875, ancora giovanissimo, cominciò una carriera che lo avrebbe portato a diventare una star di Broadway. Al cinema, ricoprì ruoli di caratterista, apparendo in diverse pellicole degli anni dieci e anni trenta. Fu a teatro, però, che si svolse gran parte del suo percorso artistico.
Era sposato all'attrice Etta Hawkins, con cui ebbe diversi figli. Uno di questi, fu un noto attore degli anni trenta, Chester Morris. Un altro, fu l'attore teatrale Adrian Morris.
William Morris scomparve nel 1936 a causa di un infarto.

## Spettacoli teatrali
- Men and Women (Broadway, 21 ottobre 1890)
- Much Ado About Nothing (Broadway, 14 marzo 1904)
- Rosmersholm (Broadway, 28 marzo 1904)
- Mrs. Temple's Telegram (Broadway, 1º febbraio 1905)
- The Triangle (Broadway, 20 febbraio 1906)
- The Writing on the Wall (Broadway, 26 aprile 1909)
- Is Matrimony a Failure? (Broadway, 24 agosto 1909)
- The Concert (Broadway, 4 ottobre 1910)
- Little Miss Brown (Broadway, 29 agosto 1912)
- The Point of View (Broadway, 25 ottobre 1912)
- The Blindness of Virtue (Broadway, 28 ottobre 1912)
- The Family Cupboard (Broadway, 21 agosto 1913)
- He Comes Up Smiling (Broadway, 16 settembre 1914)
- Sadie Love (Broadway, 29 novembre 1915)
- Cheating Cheaters (Broadway, 9 agosto 1916)
- The Very Minute (Broadway, 9 aprile 1917)
- On With the Dance (Broadway, 29 ottobre 1917)
- The Land of Joy (Broadway, 31 ottobre 1917)
- A Sleepless Night (Broadway, 18 febbraio 1919)
- The Dancer (Broadway, 29 settembre 1919)
- Call the Doctor (Broadway, 31 agosto 1920)
- Don't Tell (Broadway, 27 settembre 1920)
- The Scarlet Man (Broadway, 22 agosto 1921)
- The Dream Maker (Broadway, 21 novembre 1921)
- Chains (Broadway, 19 settembre 1923)
- Baby Cyclone (Broadway, 12 settembre 1927)
- Fast Life (Broadway, 26 settembre 1928)
- Sir Harry Lauder (Broadway, 21 aprile 1930)
- Dodsworth (Broadway, 24 febbraio 1934)
- Play, Genius, Play! (Broadway, 30 ottobre 1935)

## Filmografia
La filmografia è completa. Quando manca il nome del regista, questo non viene riportato nei titoli

### Attore
- Monsieur Lecoq (1915)
- Romeo and Juliet, regia di Francis X. Bushman e John W. Noble (1916)
- The Ocean Waif (1916)
- Convict's Code, regia di Harry Revier (1930)
- Stranieri (Brothers), regia di Walter Lang (1930)
- Lo stroncatore di gang (The Gang Buster), regia di A. Edward Sutherland (1931)
- Behind Office Doors, regia di Melville W. Brown (1931)
- Madame Julie (The Woman Between), regia di Victor Schertzinger (1931)
- The Roadhouse Murder, regia di J. Walter Ruben (1932)
- Washington Masquerade, regia di Charles Brabin (1932)
- Skyscraper Souls, regia di Edgar Selwyn (1932)
- The Golden West, regia di David Howard (1932)

### Film o documentari dove appare William Morris
- Famous Wally Amos: The Cookie King, episodio tv della serie Biography (2001)